# Herrnleis
Herrnleis ist eine Ortschaft und eine Katastralgemeinde der Marktgemeinde Ladendorf im Bezirk Mistelbach in Niederösterreich. Die Ortschaft hat 158 Einwohner (Stand 1. Jänner 2024). Bis Ende 1970 war Herrnleis eine eigenständige Gemeinde.

## Geografie
Das südlich der Mistelbacher Straße gelegene Dorf wird vom Herrnleiser Bach durchflossen und schließt im Süden mit der Pfarrkirche ab. Im Westen verläuft eine weitgehend verfallene Kellergasse.

## Geschichte
Der Ortsname leiten sich von Herrenwasser ab, was den Bach bezeichnet, der leise, also in einem schmalen Bachbett floss. Auf einer Anhöhe über dem Ort bestand früher die Veste Heiligenberg, die heute gänzlich abgekommen ist. Im Jahr 1587 verkaufte Adam Geyer die Veste an Julius von Herberstein, wie eine Urkunde belegt. Die nach Schweickhardt nur mittelmäßig bestifteten Bauern betrieben überwiegend Ackerbau und in geringerem Ausmaß auch Weinbau, denn die Lagen waren aufgrund des häufig auftretenden Reifs für den Wein weniger geeignet. Laut Adressbuch von Österreich waren im Jahr 1938 in der Ortsgemeinde Herrnleis ein Gärtner, ein Gastwirt, zwei Gemischtwarenhändler, ein Schneider, ein Sparkasse und einige Landwirte mit Ab-Hof-Verkauf ansässig. Zudem gab es etwas außerhalb des Ortes eine Ziegelei.
Mit 1. Jänner 1971 wurden im Rahmen der Niederösterreichischen Kommunalstrukturverbesserung die bis dahin selbständigen Gemeinden Eggersdorf, Grafensulz, Herrnleis und Pürstendorf nach Ladendorf eingemeindet.

## Sehenswertes
- Pfarrkirche Herrnleis, dem hl. Nikolaus geweihte Kirche mit spätbarockem Langhaus